# Relaciones Chipre-Venezuela
Las relaciones Chipre-Venezuela se refieren a las relaciones internacionales que existen entre la República de Chipre y la República Bolivariana de Venezuela.

## Historia
Chipre estuvo entre los 28 países de la Unión Europea que desconocieron los resultados de las elecciones de la Asamblea Nacional Constituyente de Venezuela de 2017
 Chipre también desconoció los resultados de las elecciones presidenciales de Venezuela de 2018, donde Nicolás Maduro fue declarado como ganador.[cita requerida]
En 2019, durante la crisis presidencial en Venezuela, Chipre se unió a la declaración de la Alta representante de la Unión para Asuntos Exteriores y Política de Seguridad, Federica Mogherini, que establece que la Unión Europea «llama al comienzo de un proceso político inmediato que lleve a elecciones creíbles y libres» al igual que «apoya completamente a la Asamblea Nacional como la institución electa democrática cuyos poderes deben ser respetados y restablecidos».